# Apsilios
Los apsilios o absilios (en ruso: Апси́лы, абси́лы; en latín: apsilae, en griego: Αψιλαι) eran una de las antiguas tribus que vivían en el territorio de la actual Abjasia, que tiene una gran importancia en la gestación nacional del país. Su nación era conocida como Apsilia, y su capital era Sebastopolis.
Fueron mencionados por primera vez por Plinio el Viejo en el siglo I (gens absilae) y por Flavio Arriano en el siglo II (Αψιλαι). Tras su asimilación en el Reino de Abjasia en la segunda mitad del siglo VIII ya no se los menciona. Los apsilios descenderían de la rama costera de los zigos, y ocupaban el Cáucaso Noroccidental, siendo su territorio limítrofe al de los abzagos. Entre los apsilios se reconocen varias tribus (Trajea, Tsibil y Tsajar, etc.).
Los restos de su cultura, caracterizados por artefactos, productos y herramientas de metal altamente desarrollados, son conocidos como la cultura de Tsebeldá. De la palabra apsil quedan restos en el idioma abjasio (la autodenominación apsua y en particularidades lingüísticas del dialecto abzhua).